# 480. pehotni polk (Wehrmacht)
Za druge 480. polke glejte 480. polk.
480. pehotni polk (izvirno nemško Infanterie-Regiment 480) je bil eden izmed pehotnih polkov v sestavi redne nemške kopenske vojske med drugo svetovno vojno.

## Zgodovina
Polk je bil ustanovljen 26. avgusta 1939 kot polk 4. vala v WK XIII iz nadomestnih bataljonov: 21., 42. in 55.; polk je bil dodeljen 260. pehotni diviziji. 
28. septembra 1940 je bil III. bataljon izvzet iz sestave in dodeljen 421. pehotnemu polku.
15. oktobra 1942 je bil polk preimenovan v 480. grenadirski polk.